# Hermonassa dictyodes
Hermonassa dictyodes là một loài bướm đêm trong họ Noctuidae.